# Mutton Bay
Mutton Bay ou Baie-des-Moutons est un village canadien situé dans la région de la Côte-Nord dans l'Est du Québec. Il fait partie de la municipalité de Gros-Mécatina en Basse-Côte-Nord. Mutton Bay est situé juste à l'est de la rivière du Gros Mécatina sur la rive nord du Golfe du Saint-Laurent à 45 km à l'ouest de Saint-Augustin.

## Toponymie
Le toponyme officiel du village aujourd'hui est Mutton Bay. Néanmoins, depuis le XIXe siècle, tant le toponyme anglophone de Mutton Bay que celui francophone de Baie-des-Moutons est utilisé. Ce nom est emprunté à la baie des Moutons que les villageois devaient emprunter pour atteindre leurs habitations situées autour du havre Portage. Dès 1804, un notaire, Félix Têtu, relate la présence d'un poste de traite à Baie-Moutons relevant de celui de Petit-Mécatina. En 1808, un autre notaire, Joseph Planté, relate le toponyme de Baie-Mouton. Le journal de Placide Vigneau relate la présence de bâtiments de pêche à Baie-des-Moutons pour la journée du 20 juillet 1863. Depuis 1886, un bureau de poste desservait la population sous le nom de Saint-Joseph-de-la-Tabatière. Il fut renommé en Mutton Bay en 1896. C'est en 1983 que le toponyme anglophone Mutton Bay fut officialisé en remplacement de Baie-des-Moutons, car la majorité des habitants du village sont d'expression anglaise.
Quant à la signification du toponyme, il est peu probable qu'il fasse référence à des ovidés. En effet, il est peu probable qu'il y ait eu des élevages d'ovidés à cet endroit autrefois. Une théorie est l'expression qui était déjà utilisée autrefois de « moutons » pour parler de l'écume blanche que forment les vagues. Une seconde théorie est que le toponyme est emprunté à la forme arrondie des collines qui entourent la baie. En effet, on dit de ces collines qu'elles sont « moutonnées » à cause de leur sommet arrondi qui rappelle la forme ronde des moutons avec leur toison.

## Géographie
Le village de Mutton Bay est situé à l'est de la rivière du Gros-Mécatina sur la rive nord du Golfe du Saint-Laurent dans l'Est de la Côte-Nord. Il fait partie du territoire équivalent à une municipalité régionale de comté de la Basse-Côte-Nord. À vol d'oiseau, il est situé à plus de 1 300 km au nord-est de la ville de Québec, la capitale du Québec, et à plus de 600 km au nord-ouest de Saint-Jean, la capitale de Terre-Neuve-et-Labrador. Plus près, il est situé à 45 km à l'ouest de Saint-Augustin.

## Histoire
Des éléments historiques affirment que des bâtiments de pêche étaient implantés à Mutton Bay depuis au moins 1863. Cependant, ce n'est qu'à partir de 1896 que l'on vit le village se fonder par des gens arrivant de Terre-Neuve. En 1988, 55 familles en majorité anglophones habitaient Mutton Bay et vivaient surtout de la pêche au pétoncle géant et au homard. Le village est formé en 1994 par détachement de la municipalité de Côte-Nord-du-Golfe-du-Saint-Laurent. Aujourd'hui, le village fait partie de la municipalité de Gros-Mécatina.